# Microdon pingliensis
Microdon pingliensis är en tvåvingeart som beskrevs av Huo, Ren och Zheng 2007. Microdon pingliensis ingår i släktet myrblomflugor, och familjen blomflugor. Inga underarter finns listade i Catalogue of Life.